# 拉布斯湖
53°12′18″N 12°53′30″E / 53.20500°N 12.89167°E

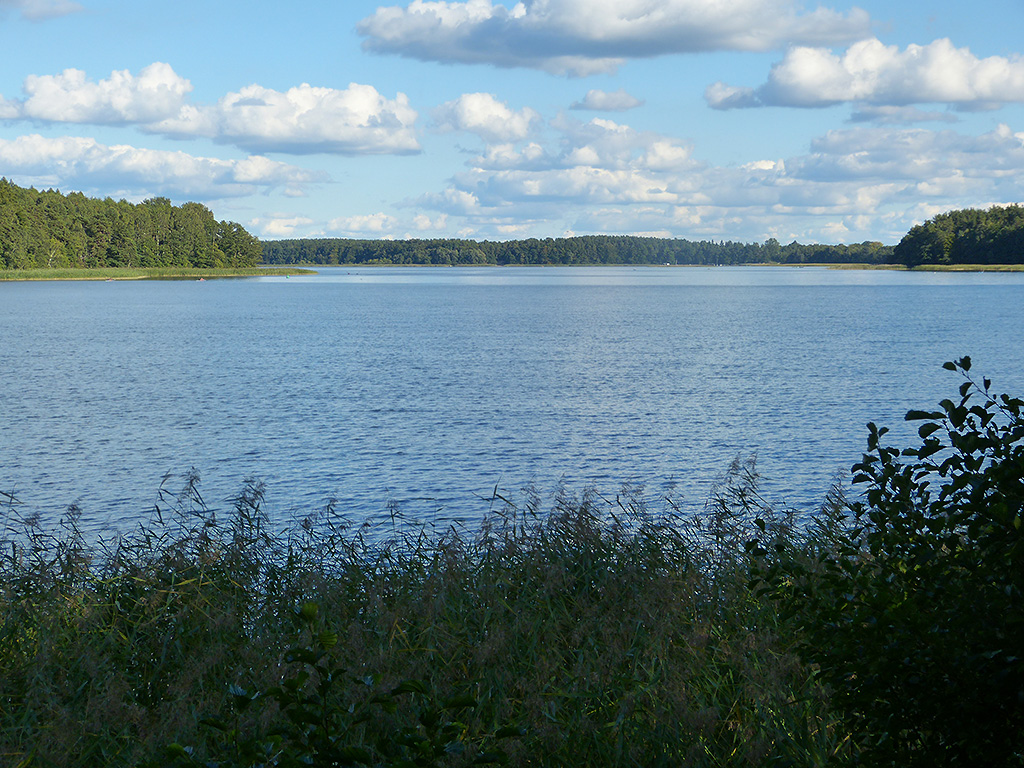

拉布斯湖（德語：Labussee），是德國的湖泊，位於該國東北部，由梅克倫堡-前波美拉尼亞州負責管轄，處於梅克倫堡湖區縣，長3公里、寬0.9公里，面積2.5平方公里，海拔高度58米。